# 3. Sinfonie (Szymanowski)
Die 3. Sinfonie des polnischen Komponisten Karol Szymanowski (1882–1937) trägt den Untertitel „Das Lied von der Nacht“. Das großbesetzte, einsätzige Werk bezieht Texte des persischen Dichters Rumi mit ein, die von einem Solotenor nebst Chor gesungen werden. Es entstand von 1914 bis 1916 und besitzt die Opuszahl 27.

## Entstehung und Uraufführung

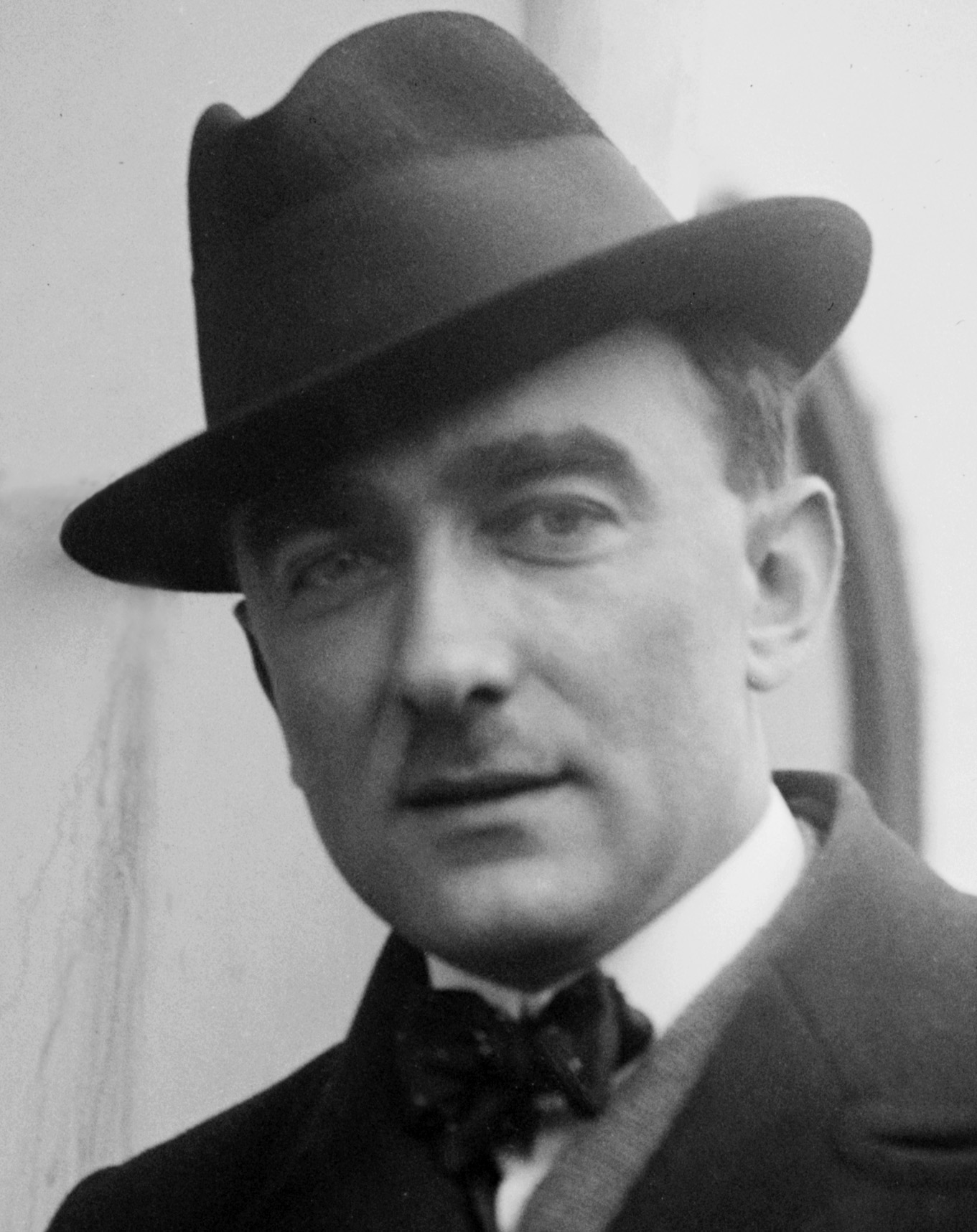
Karol Szymanowski

Karol Szymanowski verbrachte im März 1914 einen Urlaub in Sizilien und Algerien. Ab Mai 1914 hielt er sich in Paris auf, wo er im August den Ausbruch des Ersten Weltkriegs erlebte. Daraufhin kehrte er auf das Landgut seiner Familie im – damals russischen, heute ukrainischen – Timoschowka zurück und begann im Winter mit der Komposition seiner 3. Sinfonie, die er im Sommer 1916 abschloss. Eine noch 1916 geplante Uraufführung in St. Petersburg unter Alexander Siloti musste wegen des Krieges unterbleiben. Sie erfolgte am 24. Oktober 1921 in London mit dem London Symphony Orchestra unter Leitung von Albert Coates. Die Aufführung unter Coates hatte jedoch Solotenor und Chor gestrichen; zur Komplettaufführung mit allen vorgesehenen Kräften kam es erst am 3. Februar 1928 in Lwiw, allerdings mit der Sopransolistin (statt einem vom Komponisten geforderten Solotenor) Stanisława Korwin-Szymanowska sowie Chor und Orchester unter Adam Sołtys. Im gleichen Jahr folgten weitere Aufführungen u. a. in Buenos Aires unter Grzegorz Fitelberg und in New York unter Leopold Stokowski.
Nach anderen Angaben erfolgte die Uraufführung 1921 unter Emil Młynarski in Warschau, bzw. eine erste vollständige Aufführung schon 1922 in Boston.
Den Erstdruck von Szymanowskis 3. Sinfonie op. 27 besorgte 1925 die Universal Edition in Wien.

## Instrumentation und Spieldauer
Die Partitur sieht folgende Instrumentalbesetzung vor: Piccolo, 3 Flöten, 3 Oboen, Englischhorn, 3 Klarinetten in B, Klarinette in Es, Bassklarinette, 3 Fagotte, Kontrafagott, 6 Hörner, 4 Trompeten, 4 Posaunen, Tuba, Schlagwerk (Pauken, Große Trommel, Becken, Tamtam, Triangel, Kleine Trommel, Tamburin, Glockenspiel), 2 Harfen, Klavier, Celesta, Orgel und Streicher. Hinzu kommen Tenorsolo und gemischter Chor (ad libitum).
Die Aufführungsdauer beträgt etwa 23 bis 25 Minuten.

## Charakterisierung
Zum Zeitpunkt der Komposition seiner 3. Sinfonie hatte sich Szymanowski von den zuvor in seiner Musik stark spürbaren Einflüssen der deutschen Musik (Max Reger, Richard Strauss, Richard Wagner) gelöst. Auch unter dem Eindruck von Aufenthalten im Mittelmeerraum und in Paris wandte er sich einerseits dem Impressionismus zu, fühlte sich aber auch von der islamischen Kultur angezogen. Die 3. Sinfonie bezieht ein Gedicht aus dem „2. Diwan“ des persischen Mystikers und Dichters Dschalal ad-Din ar-Rumi (1207–1273) in einer polnischen Fassung von Tadeusz Miciński ein, dem das Werk auch seinen Untertitel „Das Lied von der Nacht“ (oder auch „Das Lied der Nacht“; im polnischen Original „Pieśń o nocy“) verdankt. Die Stimmung des mystisch-pantheistischen, die geheimnisvolle Atmosphäre der Nacht verherrlichenden Gedichts bestimmt auch den Verlauf der einsätzigen, in ihrer Anlage jedoch dreiteiligen Sinfonie.
Kennzeichnend für das Werk ist eine weitgehend außerhalb der Dur-Moll-Tonalität stehende Harmonik, die an den späten Alexander Skrjabin oder auch Claude Debussy erinnert, jedoch weiträumige Melodieverläufe zulässt, die teils melismatisch-orientalisierend gestaltet sind. Hinzu kommen eine komplexe Polyphonie mit häufiger Gleichzeitigkeit unterschiedlicher Metren und Rhythmen sowie impressionistische Klangfarben. Als Gesamteindruck konstatierte Komponistenkollege Sorabji: „[...] Die ganze Partitur glüht von Farbenpracht wie ein persisches Bild oder ein Seidenteppich. [...]“
Der erste, mit Moderato assai überschriebene Teil beginnt mit einem Ganztonakkord über dem Orgelpunkt C im pianissimo. Im dritten Takt setzen die ersten Violinen mit einem zunehmend bestimmend werdenden Thema ein, die den Einsatz des Solotenors mit den ersten Gedichtzeilen: „Schlaf nicht, Gefährte, diese Nacht! Du bist Geist, wir sind die Kranken diese Nacht.“ vorbereiten. Den attacca folgenden zweiten Teil Vivace, scherzando bestreiten Orchester und hier lediglich wortlos singender Chor alleine. Eine wichtige Rolle kommt der Solovioline mit einem tänzerischen Thema zu. Im dritten, durch eine Pause abgetrennten Teil, Largo, tritt wieder der Solotenor hinzu mit den Worten „Wie still ist’s, alles schläft“. Die Musik wird über mehrere Steigerungen zu einer Klimax im Maestoso geführt, bevor die Sinfonie unter Verbreiterung des thematischen Materials im vierfachen piano schließt.